# مافرا
مافرا (انگلیسی: Mafra) شرکت رسانه‌ای در جمهوری چک است، که در سال ۱۹۹۲ تأسیس شد.